# پارک جین-سوپ
پارک جین-سوپ (انگلیسی: Park Jin-seop؛ زادهٔ ۲۳ اکتبر ۱۹۹۵) بازیکن فوتبال اهل کره جنوبی است.که در باشگاه فوتبال چونبوک هیوندای موتورز در پست مدافع میانی و هافبک دفاعی بازی می‌کند.
از باشگاه‌هایی که در آن بازی کرده‌است می‌توان به باشگاه فوتبال چونبوک هیوندای موتورز و باشگاه فوتبال دائجئون هانا سیتی‌زن اشاره کرد.
وی همچنین در تیم‌های ملی فوتبال زیر ۲۳ سال کره جنوبی و کره جنوبی بازی کرده‌است.